# Григоренко, Леонид Валентинович
Леони́д Валенти́нович Григоре́нко (род. 5 июня 1970, Москва) — российский физик-теоретик, член-корреспондент РАН (2016).

## Биография
Родился 5 июня 1970 года в Москве.
В 1993 году — окончил Московский инженерно-физический институт и поступил на работу в Курчатовский институт.
С 1994 по 2004 годы длительно находился за рубежом. В 1994—1998 и 2003—2004 годах — приглашённый учёный, затем постдок в университете гор. Гётеборга, Швеция. Там получил степень PhD (1997, «Electromagnetic and weak interactions in light exotic nuclei»). В 1998—2001 годах — исследователь в Университете Суррея (Великобритания). В 2001—2003 годах — приглашённый учёный в  Институте тяжёлых ионов (нем. Gesellschaft für Schwerionenforschung, GSI), Дармштадт, Германия.
С апреля 2004 года возобновил работу в России, в лаборатории ядерных реакций имени Г. Н. Флёрова ОИЯИ; с 2012 — ведущий научный сотрудник ОИЯИ.
В 2006 году — защитил ещё одну, уже «российскую», кандидатскую диссертацию, тема: «Исследование корреляций в спектре сверхтяжелого водорода 5H».
В 2009 году — защитил докторскую диссертацию, тема: «Динамические аспекты квантовомеханической задачи нескольких тел вблизи границы ядерной стабильности».
В феврале 2016 года — присвоено почётное учёное звание профессора РАН.
В октябре 2016 года — избран членом-корреспондентом РАН.

## Научная деятельность
Специалист в области теоретической ядерной физики.
Автор 136 научных работ, из них 4 обзоров и 26 публикаций-писем.
В 2000 году — разработал последовательно-квантово-механическую теорию двухпротонной радиоактивности, предсказания которой оказались критически важны для экспериментального обнаружения двухпротонной радиоактивности (GSI, Германия, 2002), так как давали времена жизни на 3 порядка больше, чем общепринятые на тот момент. Были успешно предсказаны времена жизни для всех открытых на сегодня случаев 2p радиоактивности (19 Mg, 45 Fe, 48 Ni, 54 Zn).
В 2005 году — уточнил роль «истинно двухпротонных» распадов и «мягких» дипольных возбуждений в процессе «быстрого» нуклеосинтеза (r-process) на границе протонной стабильности.
В 2010 году — разработаны и в 2015 году — экспериментально подтверждены высокоточные методы решения кулоновской задачи трёх тел для распадов ядерных систем.
Разработал методы анализа экспериментальных данных для трёхчастичных распадов выстроенных систем, заселяемых в прямых реакциях (ЛЯР ОИЯИ, 2004). В настоящее время такая методика используется в мире только в ЛЯР ОИЯИ.
Разработал методы анализа, требующиеся для экспериментов с трекингом фрагментов. Они позволяют определять времена жизни p или 2p распадов в ранее недоступном для измерений диапазоне от пикосекунд до десятков наносекунд (GSI, Германия, 2007).
В 2011 году — предсказал возможность существования новых видов радиоактивности: двухнейтронной и четырёхнейтронной.
Является координатором научной программы фрагмент-сепаратора ACCULINNA в ЛЯР ОИЯИ и основным автором перспективной научной программы нового фрагмент сепаратора ACCULINNA-2, который в 2016 году вводится в строй.
Ведет преподавательскую деятельность в должности профессора кафедры теоретической физики МИФИ.

## Награды
- Премия ОИЯИ
- Премия НИЦ «Курчатовский Институт»
- Премия GENCO (GSI, Германия)
- Медаль ордена «За заслуги перед Отечеством» II степени (15 февраля 2024 года) — за большой вклад в развитие отечественной науки, многолетнюю плодотворную деятельность и в связи с 300-летием со дня основания Российской академии наук[4]